# ヒンドゥー教の遺跡一覧
ヒンドゥー教の遺跡一覧（ヒンドゥーきょうのいせきいちらん）は、世界のヒンドゥー教のおもな遺跡について一覧形式でまとめたものである。

## 10世紀以前
- マハーバリプラムの建造物群（6世紀-8世紀、インド・タミル・ナードゥ州）
- パッタダガルの寺院群（6世紀-8世紀、インド・カルナータカ州）
- エローラ石窟群（7世紀以降、インド・マハーラーシュトラ州、仏教・ジャイナ教との複合遺跡）
- ミーソン聖域（7世紀-13世紀、ベトナム）
- アンコール遺跡（9世紀以降、カンボジア）
  - バンテアイ・スレイ（10世紀、カンボジア）
  - プレループ（10世紀、カンボジア）
- プランバナン寺院群（10世紀、インドネシア）

## 11世紀-12世紀
- カジュラーホー（9世紀-14世紀、主時期10世紀-12世紀、インド・マディヤ・プラデーシュ州）
- タンジャーヴールのブリハディーシュヴァラ寺院（11世紀、インド・タミルナードゥ州）
- プラーサート・ワット・プー（11世紀、ラオス）
- アンコール遺跡（主時期12世紀、カンボジア）
  - アンコール・ワット（12世紀、カンボジア）
  - タ・プローム（12世紀、カンボジア）
  - バイヨン（12世紀、カンボジア）
  - プリヤ・カーン（12世紀、カンボジア）

## 13世紀
- コナーラクの太陽神寺院（13世紀、インド・オリッサ州）
- カトマンズの渓谷（13世紀-18世紀、ネパール、ヒンドゥー教・仏教七派にとって信仰の地）

## 15世紀以降
- スクー寺院 (1430年代、マジャパイト王国時代に建立。インドネシア)
- ハンピの建造物群（成立年代不詳。主時期は14世紀-16世紀、インド・カルナータカ州）